# Alysia lucens
Alysia lucens är en stekelart som beskrevs av Léon Abel Provancher 1881. Alysia lucens ingår i släktet Alysia och familjen bracksteklar. Inga underarter finns listade i Catalogue of Life.